# Đài tưởng niệm chiến sĩ trận vong (Huế)
Đài tưởng niệm chiến sĩ trận vong tại Huế còn được gọi là Bia Quốc Học, toạ lạc sát bờ nam sông Hương, trước mặt trường Quốc Học. Công trình này được xây vào đầu thế kỷ 20 để tưởng niệm những binh sĩ người Pháp và người Việt ở Trung kỳ đã bỏ mạng vì sự nghiệp giúp nước Pháp đánh Đức trong chiến tranh thế giới lần thứ nhất.

## Lịch sử

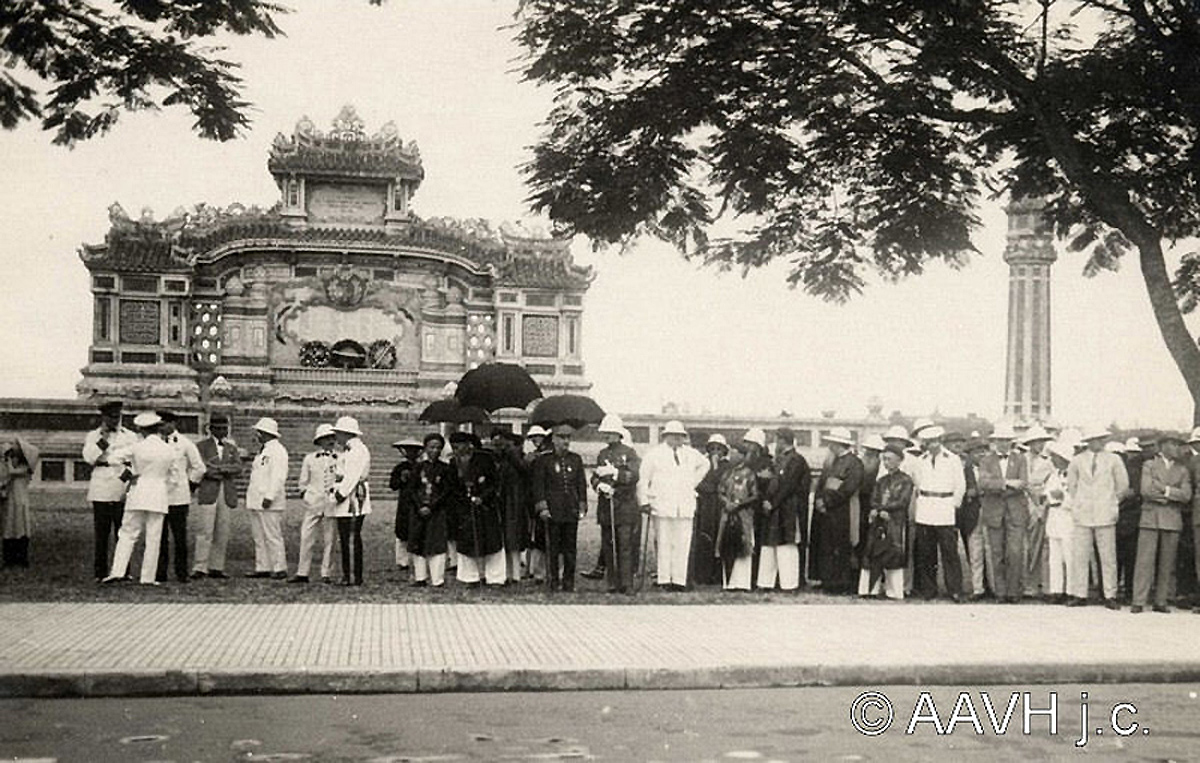
Đài Chiến sĩ trận vong chụp năm 1931

Theo Nghị định của toà Khâm sứ Trung Kỳ, ký ngày 24 tháng 7 năm 1919, một hội đồng gồm 12 người, do viên Khâm sứ làm chủ tịch được lập ra để nghiên cứu các đồ án, xem xét giải pháp, chọn địa điểm xây dựng trước khi quyết định chọn khoảng đất trống bên bờ sông Hương, trước trường Quốc học làm nơi xây đài kỷ niệm. Biên bản cuộc họp ngày 26 tháng 2 năm 1920 ghi rõ: "Ngoài vấn đề kỷ niệm cần gìn giữ, tốt hơn nữa gợi được sự chủ ý của các thế hệ trẻ về tình đoàn kết chặt chẽ của người Pháp và người bản xứ trong đại chiến và sự hy sinh chung cho của họ cho nền văn minh và tiến bộ...". 

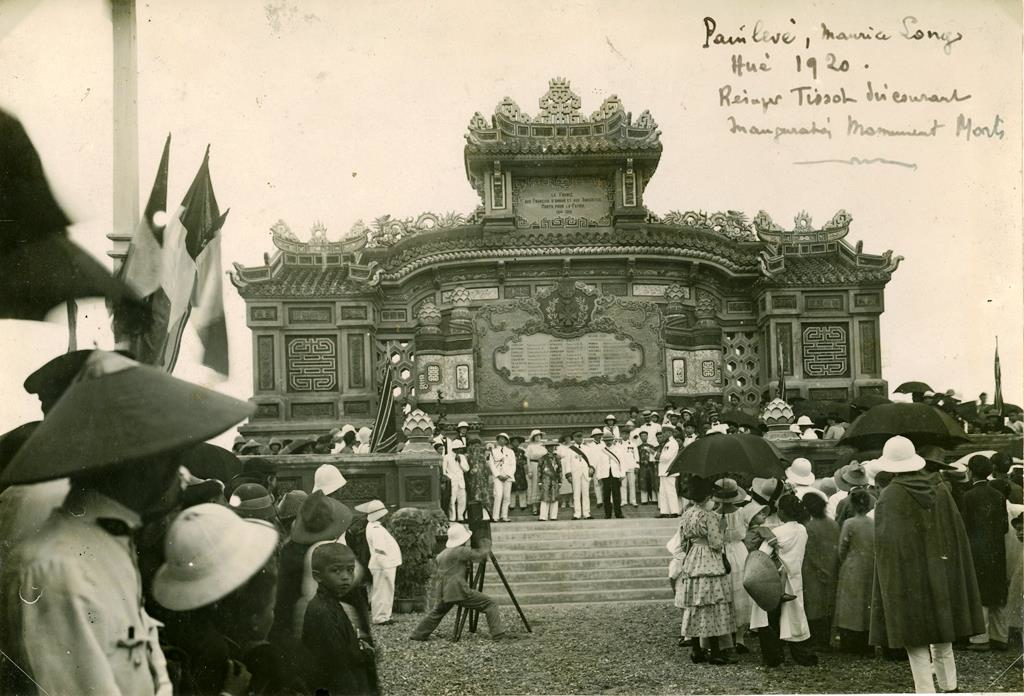
Bia Chiến sĩ trận vong, chụp lúc khánh thành năm 1920.

Việc tổ chức tuyển mẫu thiết kế diễn ra từ ngày 10 tháng 4 đến ngày 3 tháng 5 năm 1920. Trong bốn đồ án dự thi, hội đồng đã chọn đồ án của tác giả Tôn Thất Sa, giáo viên trường Bá công Huế, với giải thưởng là 80 đồng.
Đài được khởi công xây dựng ngày 12 tháng 5 năm 1920; kinh phí thi công đài tưởng niệm là gần 10.000 đồng, và hoàn thành ngày 18 tháng 9 cùng năm. Lễ khánh thành được tổ chức trọng thể vào ngày 23 tháng 9 năm ấy với sự có mặt của có vua Khải Định, Thống chế Joseph Joffre, các quan chức người Pháp và người Việt tham dự.

## Kiến trúc

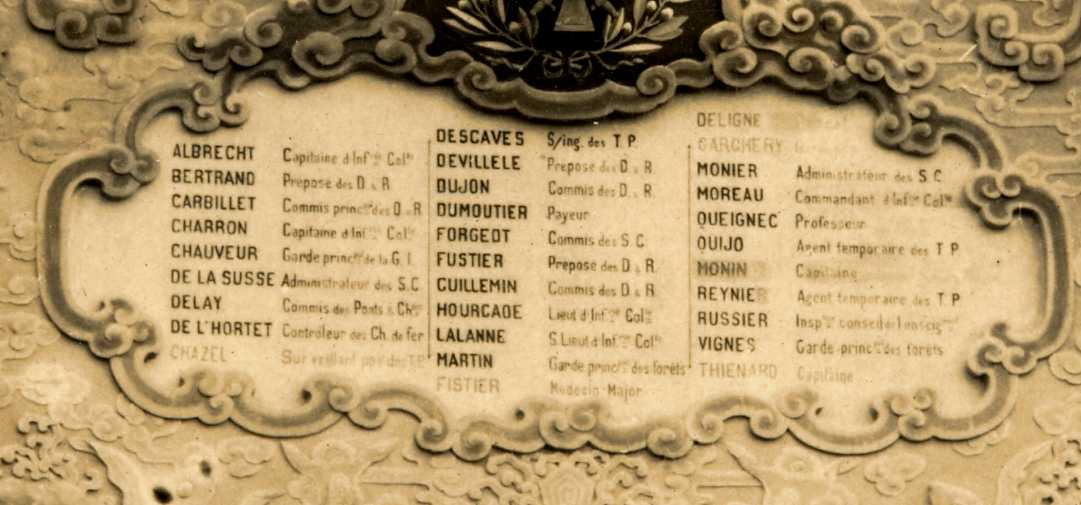
Mặt trước của bia ghi tên họ 31 người Pháp

Về kiến trúc, kiểu dáng của đài tưởng niệm, hội đồng xây dựng đã thảo luận cẩn trọng nhằm bảo đảm các yếu tố văn hoá truyền thống, hài hoà với môi trường, không gian kiến trúc của sông Hương, của Trường Quốc Học và các công trình kiến trúc đã có trong khu vực.
Theo ý kiến đề xuất của ông Nguyễn Đình Hoè là thành viên của hội đồng, đài được xây dựng theo hình dáng là một bình phong lớn, có hai tầng, có mái che, xây trên nền hai bậc thềm. Chính giữa có hình huy chương treo trên một tấm kim khánh. Thân và bệ đài được trang trí theo các mô típ rồng, lân, chữ thọ (壽) cách điệu cùng đề tài khác như tứ quý (mai, lan, cúc, trúc), kỷ hà... Các hoạ tiết trang trí, kiến trúc, điêu khắc đều mang phong cách kiến trúc thời Nguyễn.
Trước đây, mặt trước thân đài có ghi tên họ 31 người Pháp, mặt sau ghi họ tên 78 người Việt ở Trung kỳ. Phần này sau thời Pháp thuộc đã bị đục xoá. Tuy nhiên đài kỷ niệm thì vẫn còn, không bị phá vì đây là công trình kiến trúc với nét đẹp truyền thống phong cách Huế, hài hòa với cảnh quan sông Hương và trường Quốc Học.

## Hình ảnh

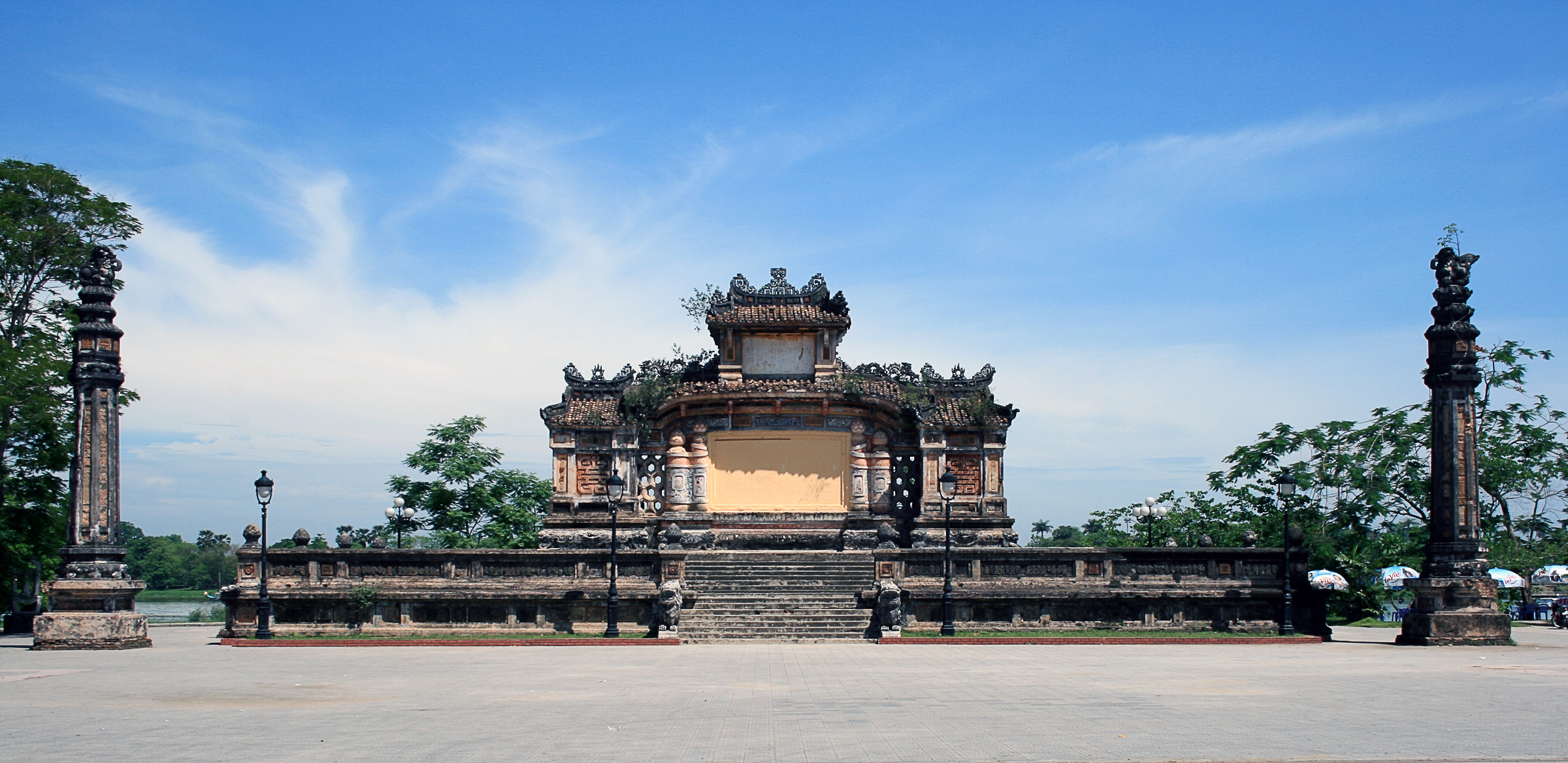
Mặt trước Bia Chiến sĩ trận vong, chụp năm 2008.
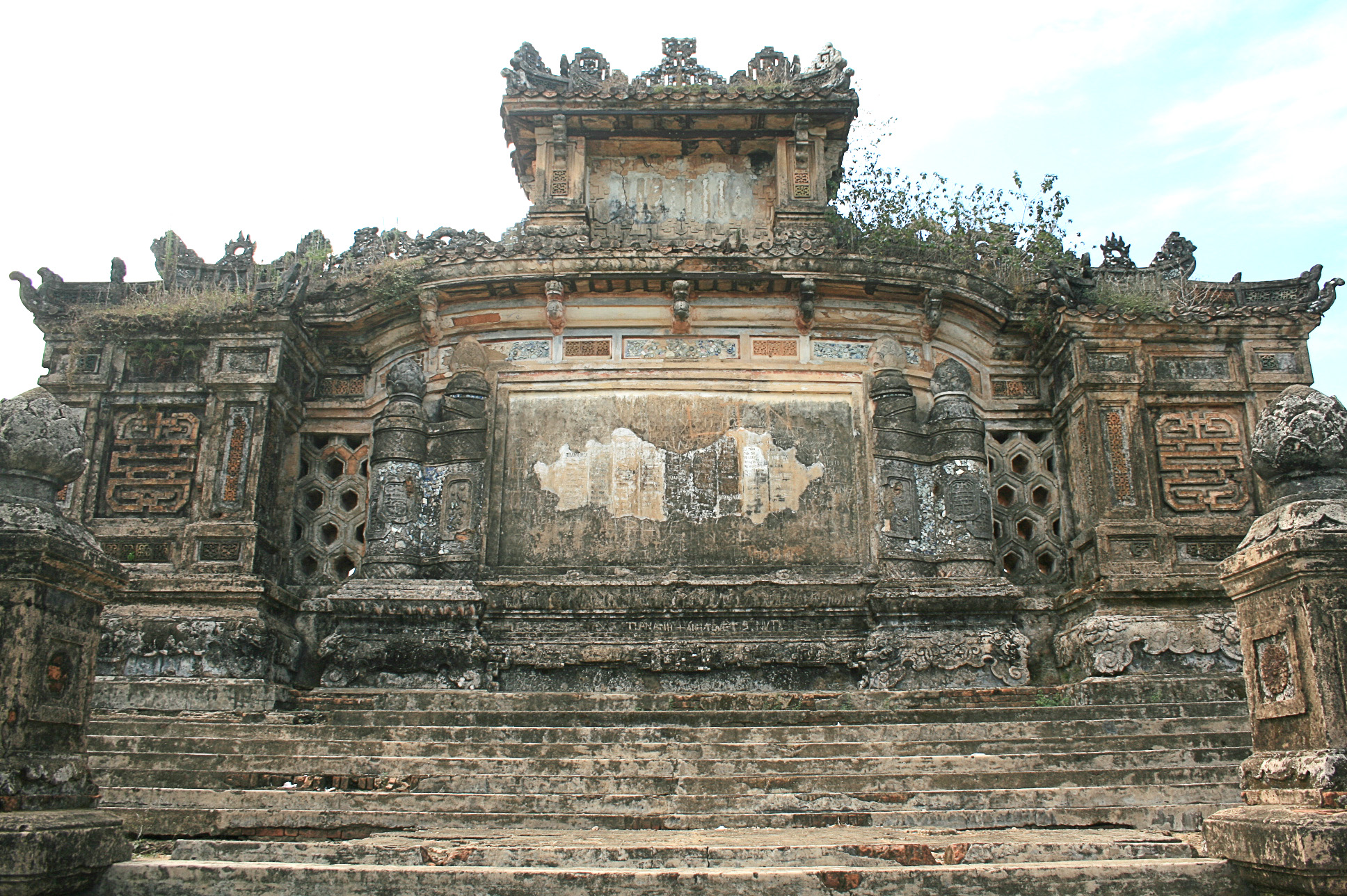
Mặt sau của Đài, trước đây là nơi ghi tên 31 người Pháp và 78 người Việt, đã bị xoá
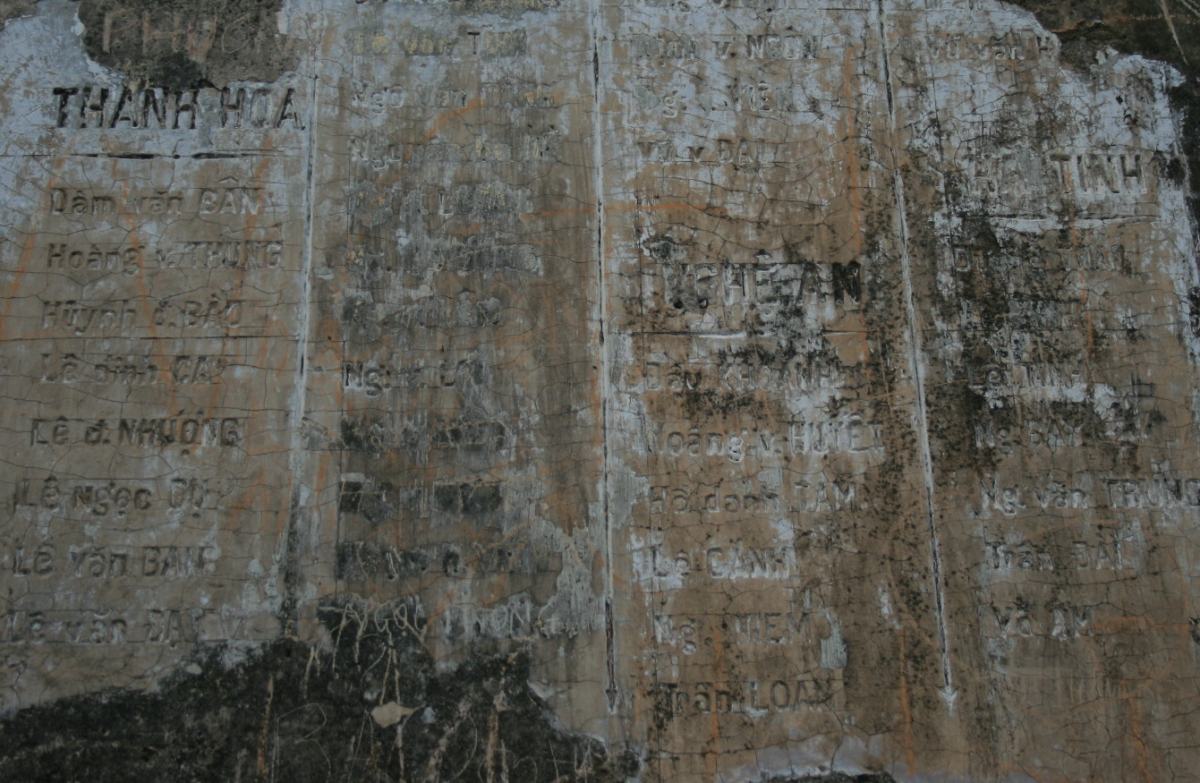
Mặt sau của Đài, dấu tích tên một số nhân vật còn lại của tỉnh Thanh Hóa
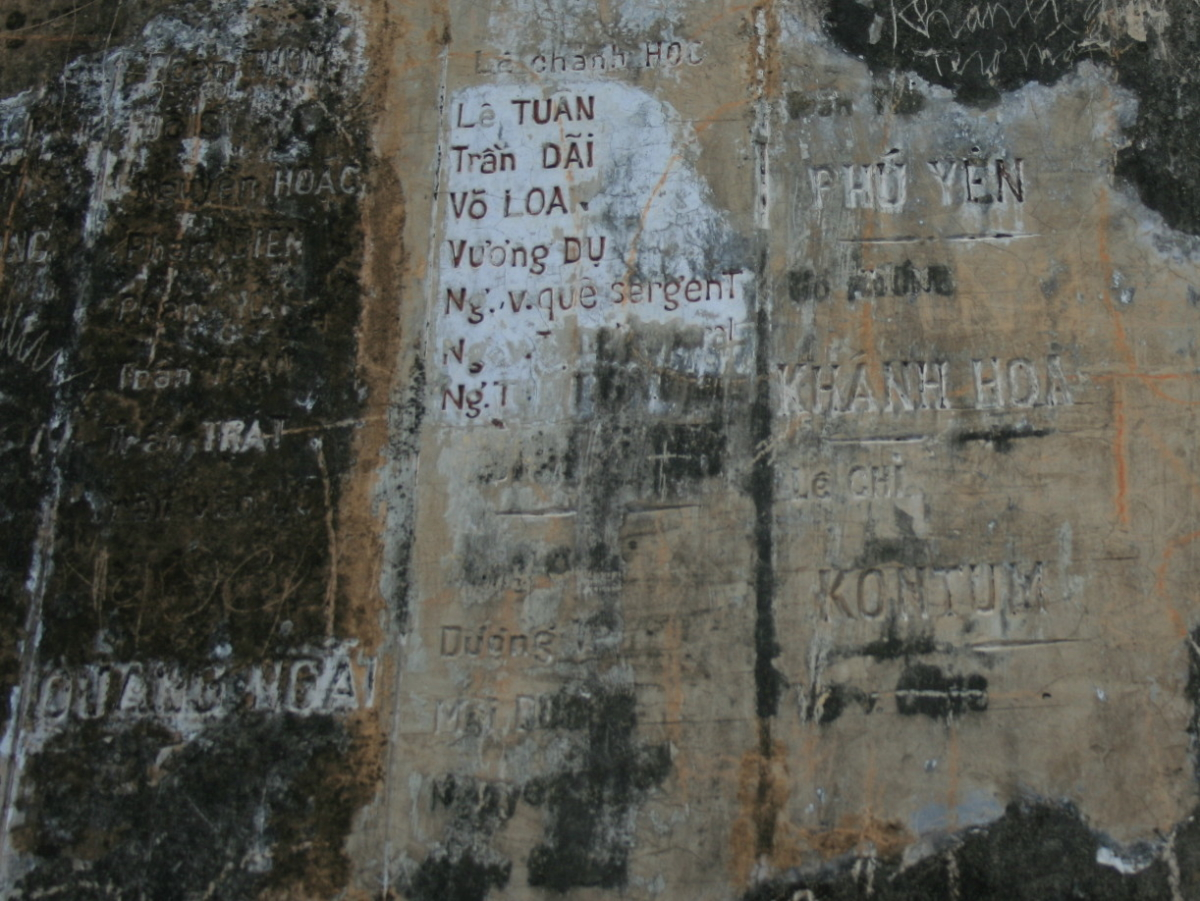
Dấu tích tên một số nhân vật còn lại của tỉnh Phú Yên, Khánh Hòa và Kon Tum